# SOMA
《SOMA》是一款由瑞典遊戲製作團隊Frictional Games獨立開發的科幻生存恐怖遊戲。該遊戲於2015年9月22日發行。遊戲主要背景設定在2104年位於大西洋海底的帕索斯二號研究中心（PATHOS-II），一座充滿未知的海底廢墟。

## 遊戲情節設計
《SOMA》是一款以第一人稱視角呈現的科幻恐怖遊戲。Frictional Games團隊的共同創辦人兼創意總監湯馬士·格力普（Thomas Grip）表示玩家們會“遇到許多怪物，而每個怪物都是遊戲主題其中一部分的具體呈現”。
《SOMA》和其他同類型的遊戲不同，主要運用了「心理學恐懼」使玩家們在遊玩遊戲時感到恐懼，而非傳統的突發情節或血腥場面。在遊戲過程中，玩家們會找到許多像是紙條或者錄音檔的線索，這些線索能強化氣氛，並一步步帶玩家更深入遊戲劇情。和其他Frictional Games的作品一樣，遊戲《SOMA》裡幾乎沒有打鬥情節，玩家們必須透過躲藏、解迷和探索來進行遊戲。

## 遊戲開發過程
《SOMA》的開發早在2010年時已經開始進行。2014年4月，湯馬士透露把遊戲背景設定在海底是他及另一位Frictional Games的共同創辦人延斯·尼爾森（Jens Nilsson）「靈機一動」的主意，並進一步表示他們已經想試試這種背景設定很久了。

## 遊戲劇情
故事始於2015年，主角Simon Jarrett在車禍中倖存，但腦部受了重創以及腦內出血。為了治好他的傷，Simon同意接受由一位研究生David Munshi幫他做實驗性的腦部掃描。在進行中，Simon昏了過去，等他意識回覆後卻發現自己身處廢棄潛水艇中在名為Site Upsilon (Y) PATHOS-II的研究中心。在Simon探索Upsilon時，和名叫Catherine Chun的女性連絡上了。Catherine請他到Site Lambda並告訴他現在是2104年，一年前一顆彗星破壞了地球，PATHOS-II成了人類在地球上最後一個基地。探索的路程中，Simon相繼遇上自以為是人類的機器人，也得躲避充滿敵意的機器人和變種。

## 銷售量與評價
《SOMA》發行後不到十天（截止至2015年10月1日）銷售量已經達到了92,000份。Frictional Games原本的目標只是在第一個月內銷售100,000份。總銷售量達近300,000份即可回本。
《SOMA》受到近乎讚譽的評價。遊戲評論匯總網站GameRankings和Metacritic分別基於32個及49個各大遊戲網站評論給予PC版84.78%及85/100的評價和PS4版基於12個及20個網站評論給予78.33%及79/100的評價。
遊戲網站GameSpot的理查德·維克林（Richard Wakeling）給了《SOMA》9/10的高分，稱讚該遊戲“迷人且令人思考”的故事、“令人印象深刻”的配音和劇本以及遊戲音效設計和氣氛，並認為這些元素結合在一起時給了該遊戲“恐怖，令人發毛且使人一直坐在椅子邊緣”的感覺。但維克林不喜歡有一段在海底漫步的情節，並認為遇見怪物的情節有點“千篇一律”。
遊戲網站Polygon的菲立普·柯拉（Philip Kollar）也給予了該遊戲9/10的高評價，並寫道：“我不知道《SOMA》有沒有像《失憶症》那麼恐怖，但毫無疑問地《SOMA》是一款比《失憶症》更強勁、遊戲步調更協調、遊戲劇本更巧妙且有著更強勁遊戲題材的遊戲。這不是一款要困惑玩家的遊戲；遊戲情節並沒有嚇人地大逆轉。相反地，這是款要玩家體驗‘面對現實恐懼的過程’的遊戲”。